# Delap (Insel)
Delap (marshallesisch Teḷap) ist ein Motu im Südosten des Majuro-Atolls der pazifischen Inselrepublik Marshallinseln.

## Geographie
Im Norden von Delap liegt die Insel Uliga, und im Westen schließt sich Rairok (Rairik) an. Gemeinsam mit Uliga und der weiter nördlich gelegenen Insel Darrit (Rita) bildet Delap die Region „Delap-Uliga-Darrit“. Zum Ort bzw. Ortsteil Delap gehören noch die kleineren Inseln Biggariat und Eniligere (zwischen Delap und Uliga im Norden) sowie Utwe und Enirak (zwischen Delap und Rairok im Westen).
Delap-Uliga-Darrit (DUD) bildet einen Verdichtungsraum innerhalb der Hauptstadt der Marshall-Inseln Majuro, die das gesamte Atoll umfasst. In Delap befindet sich das Capitol (Parlamentssitz) der Marshallinseln, während sich die Regierungsbehörden in Darrit befinden.
Am 1. Juni 1998 hatte der Ort bzw. Ortsteil Delap 6339 Einwohner, nach 5692 Einwohnern im Jahr 1988. Dies schließt die Inseln Biggariat und Eniligere im Norden sowie Utwe und Enirak im Westen ein. Die Flächenangabe von 0,648 km² dürfte sich auf das gleiche Gebiet beziehen. Die Inseln von Darrit im Norden bis Enirak im Westen sind durch einen durchgehenden Straßendamm verbunden. Die westlich anschließende Insel Rairok ist durch eine schmale Bootspassage von Enirak getrennt, über die eine Straßenbrücke führt. Der Straßendamm wurde im Zweiten Weltkrieg aus Korallenbruchstücken gebaut; die Straße wurde später befestigt.